# Йожеф Фогль
Йо́жеф Фогль (угор. Fogl József, нар. 14 серпня 1897, Уйпешт, Будапешт — пом. 6 лютого 1971, Будапешт) — угорський футболіст, що грав на позиції захисника. Відомий виступами за клуб «Уйпешт», а також національну збірну Угорщини. Є наймолодшим з братів-футболістів Фоглів, тому часто іменується як Фогль III.

## Клубна кар'єра
Усю кар'єру провів у клубі «Уйпешт». В лінії захисту команди виступав старший брат Йожефа — Карой Фогль. Їх знаменитий дует називали Фогль-бар'єр або Фогль-застава (угор. Fogl-gát — дослівно Фогль-гребля), відзначаючи таким чином його надійність і непрохідність. Брати Фоглі ідеально доповнювали один одного, грали дуже злагоджено, розуміючи один одного з півслова. Деякий час Йожеф перебував у тіні зіркового брата, та після завершення ним кар'єри, підтвердив свій рівень футболіста світового класу. Перейняв від брата капітанську пов'язку, до того ж, зумів перевершити за кількістю здобутих трофеїв.
Протягом 20-х років «Уйпешт» марно намагався зупинити гегемонію клубів МТК і «Ференцварош». На рахунку Йожефа Фогля три других місця чемпіонату і п'ять третіх. Також футболіст чотири рази виступав у фіналах кубку країни, щоразу поступаючись МТК або «Ференцварошу» (по два рази кожній з команд). У фінальному матчі національного кубку 1922 року між «Уйпештом» і «Ференцварошем», що закінчився нічиєю 2:2, Йожеф Фогль був вилучений з поля на 75-й хвилині, через що пропустив перегравання, що завершилося поразкою його команди 0:1.
Трофеї «Уйпешт» почав здобувати у 1929—1931 роках. Під орудою тренера Лайоша Баняї і капітана Йожефа Фогля було здобуто перші в історії чемпіонські титули, а також два престижних міжнародних трофеї — Кубок Мітропи і Кубок Націй. В чемпіонаті Угорщини команда здобула свою першу перемогу в 1930 році, випередивши на два очки «Ференцварош». Йожеф Фогль відіграв в усіх 22 матчах сезону. Причетний до цієї перемоги і брат Карой Фогль, що зіграв у одному матчі. Також провідними гравцями цієї команди були Іштван Авар, Габор Сабо, Ференц Боршаньї, Іллеш Шпітц, Альберт Штрьок та інші. Через рік клуб зумів відстояти титул, випередивши на п'ять очок «Хунгарію». На рахунку Йожефа 19 поєдинків.
В Кубку Мітропи «Уйпешт» досяг успіху в 1929 році. На шляху до фіналу команда пройшла празьку «Спарту» (6:1 і 0:2 з вилученням Йожефа Фогля на 61-й хвилині) і віденський «Рапід» (2:1, 2:3 і 3:1 в переграванні в додатковий час завдяки хет-трику головного бомбардира команди Іштвана Авара). У фіналі «Уйпешт» переграв іншу чеську команду  — «Славію». Вже в першому матчі угорський клуб здобув вагому перевагу 5:1, а в матчі відповіді вдовольнився нічиєю 2:2. Загалом у кубку Мітропи на рахунку Йожефа Фогля протягом 1927—1932 років 12 матчів і два забитих м'ячі (обидва з пенальті у матчі зі «Славією» в 1927 році).
«Уйпешт» і «Славія» через рік знову зустрілися у фіналі ще одного міжнародного турніру — Кубка Націй. Ці змагання відбулися у Женеві під час проведення Чемпіонату світу в Уругваї. У ньому брали участь чемпіони або володарі кубків більшості провідних у футбольному плані континентальних країн Європи. «Уйпешт» почергово переграв іспанський «Реал Уніон» (3:1), голландський «Гоу Егед» (7:0), швейцарський «Серветт» (3:0) і «Славію» у фіналі (3:0).

## Виступи за збірну
7 листопада 1920 року дебютував в офіційних матчах у складі національної збірної Угорщини в грі проти збірної Австрії (1:2). Вдруге був викликаний у липні 1922 року, після чого грав у команді регулярно.
Був у заявці збірної на Олімпійських іграх 1924 року у Франції, але на поле не виходив. Брав участь в матчах першого розіграшу кубка Центральної Європи, турніру, що традиційно проводився між збірними Італії, Австрії, Швейцарії, Чехословаччини, Угорщини.
Всього зіграв за збірну 38 матчів у 1920—1930 роках. 26 матчів із 27 перших Йожеф Фогль провів у парі з братом Кароєм Фоглем. В 1928 році перейняв у нього капітанську пов'язку.

## Досягнення
- Володар Кубка Мітропи: 1929
- Чемпіон Угорщини: 1929–30, 1930–31
- Срібний призер Чемпіонату Угорщини: 1920–21, 1922–23, 1926–27,
- Бронзовий призер Чемпіонату Угорщини: 1918–19, 1921–22, 1923–24, 1927–28, 1928–29
- Фіналіст Кубка Угорщини: 1922, 1923, 1925[4], 1927
- Володар Кубка Націй 1930

## Статистика виступів за збірну
| Дата       | Місто     | Господарі      | Результат | Гості          | Турнір                   | Голи | Примітки        |
| ---------- | --------- | -------------- | --------- | -------------- | ------------------------ | ---- | --------------- |
| 07/11/1920 | Будапешт  | Угорщина       | 1 – 2     | Австрія        | товариський матч         | -    |                 |
| 02/07/1922 | Бохум     | Німеччина      | 0 – 0     | Угорщина       | товариський матч         | -    |                 |
| 09/07/1922 | Стокгольм | Швеція         | 1 – 1     | Угорщина       | товариський матч         | -    |                 |
| 13/07/1922 | Гельсінкі | Фінляндія      | 1 – 5     | Угорщина       | товариський матч         | -    |                 |
| 24/09/1922 | Відень    | Австрія        | 2 – 2     | Угорщина       | товариський матч         | -    |                 |
| 26/11/1922 | Будапешт  | Угорщина       | 1 – 2     | Австрія        | товариський матч         | -    |                 |
| 04/03/1923 | Генуя     | Італія         | 0 – 0     | Угорщина       | товариський матч         | -    |                 |
| 11/03/1923 | Лозанна   | Швейцарія      | 1 – 6     | Угорщина       | товариський матч         | -    |                 |
| 06/05/1923 | Відень    | Австрія        | 1 – 0     | Угорщина       | товариський матч         | -    |                 |
| 06/04/1924 | Будапешт  | Угорщина       | 7 – 1     | Італія         | товариський матч         | -    |                 |
| 04/06/1924 | Гавр      | Франція        | 0 – 1     | Угорщина       | товариський матч         | -    |                 |
| 14/09/1924 | Відень    | Австрія        | 2 – 1     | Угорщина       | товариський матч         | -    |                 |
| 21/09/1924 | Будапешт  | Угорщина       | 4 – 1     | Німеччина      | товариський матч         | -    |                 |
| 18/01/1925 | Мілан     | Італія         | 1 – 2     | Угорщина       | товариський матч         | -    |                 |
| 25/03/1925 | Будапешт  | Угорщина       | 5 – 0     | Швейцарія      | товариський матч         | -    |                 |
| 05/05/1925 | Відень    | Австрія        | 3 – 1     | Угорщина       | товариський матч         | -    | 84              |
| 21/05/1925 | Будапешт  | Угорщина       | 1 – 3     | Бельгія        | товариський матч         | -    |                 |
| 12/07/1925 | Стокгольм | Швеція         | 6 – 2     | Угорщина       | товариський матч         | -    |                 |
| 19/07/1925 | Краків    | Польща         | 0 – 2     | Угорщина       | товариський матч         | -    |                 |
| 20/08/1926 | Будапешт  | Угорщина       | 4 – 1     | Польща         | товариський матч         | -    |                 |
| 19/09/1926 | Відень    | Австрія        | 2 – 3     | Угорщина       | товариський матч         | -    |                 |
| 14/11/1926 | Будапешт  | Угорщина       | 3 – 1     | Швеція         | товариський матч         | -    |                 |
| 19/12/1926 | Віго      | Іспанія        | 4 – 2     | Угорщина       | товариський матч         | -    |                 |
| 10/04/1927 | Відень    | Австрія        | 6 – 0     | Угорщина       | товариський матч         | -    |                 |
| 12/06/1927 | Будапешт  | Угорщина       | 13 – 1    | Франція        | товариський матч         | -    |                 |
| 25/09/1927 | Будапешт  | Угорщина       | 5 – 3     | Австрія        | Кубок Центральної Європи | -    |                 |
| 09/10/1927 | Будапешт  | Угорщина       | 1 – 2     | Чехословаччина | товариський матч         | -    |                 |
| 22/04/1928 | Будапешт  | Угорщина       | 2 – 0     | Чехословаччина | Кубок Центральної Європи | -    | Капітан команди |
| 06/05/1928 | Будапешт  | Угорщина       | 5 – 5     | Австрія        | товариський матч         | -    | Капітан команди |
| 07/10/1928 | Відень    | Австрія        | 5 – 1     | Угорщина       | Кубок Центральної Європи | -    |                 |
| 01/11/1928 | Будапешт  | Угорщина       | 3 – 1     | Швейцарія      | Кубок Центральної Європи | -    | Капітан команди |
| 08/09/1929 | Прага     | Чехословаччина | 1 – 1     | Угорщина       | Кубок Центральної Європи | -    | Капітан команди |
| 06/10/1929 | Будапешт  | Угорщина       | 2 – 1     | Австрія        | товариський матч         | -    | Капітан команди |
| 13/04/1930 | Базель    | Швейцарія      | 2 – 2     | Угорщина       | товариський матч         | -    | Капітан команди |
| 01/05/1930 | Прага     | Чехословаччина | 1 – 1     | Угорщина       | товариський матч         | -    | Капітан команди |
| 11/05/1930 | Будапешт  | Угорщина       | 0 – 5     | Італія         | Кубок Центральної Європи | -    |                 |
| 01/06/1930 | Будапешт  | Угорщина       | 2 – 1     | Австрія        | товариський матч         | -    | Капітан команди |
| 08/06/1930 | Будапешт  | Угорщина       | 6 – 2     | Нідерланди     | товариський матч         | -    | Капітан команди |
| Усього     |           | Матчів         | 38        |                | Голів                    | 0    |                 |